# 시마마키군

시마마키 군의 위치

시마마키군(일본어: 島牧郡)은 일본 홋카이도의 서남부, 시리베시 지청의 서부에 있는 군이다.
인구 1,246명, 면적 437.18km², 인구밀도 2.85명/km².(2025년 2월 28일, 주민기본대장인구)
이하 1촌으로 구성된다.
- 시마마키촌(島牧村)

## 역사
1869년에 시마마키 군이 두어져 홋카이도 시리베시국에 포함되었다.